# Hatiora
A Hatiora nemzetségbe csüngő vagy kúszó, bokros, alacsony termetű, sűrűn elágazó, epifita kaktuszok tartoznak.

## Elterjedésük
Elterjedési területük Dél-Brazília.

## Jellemzőik
Hajtásuk lapított, gömbölyded vagy hosszúkás tagokból áll. A hajtástagok vége kiszélesedik. A lapított hajtású fajok hajtásélén képződött areolákon, valamint a hajtásvégeken rövid, sárgásfehér sertetövisek jelennek meg. Virágaik sárga vagy rózsaszínűek, cső nélküliek. Termésük csupasz, lédús bogyó.

## Fajok
Subgenus Hatiora Britton & Rose:
- Hatiora cylindrica B & R in Cactaceae 4:219' (1923)
- Hatiora herminiae (Campos-Porto & Castellanos.) Backeberg ex Barthlott in Bradleya 5: 100 (1987)
- Hatiora salicornioides (Haworth) Britton and Rose in Stand. Cycl. Hort. Bailey 3: 1433 (1915)

Subgenus Rhipsalidopsis (Britton & Rose) Barthlott:
- Hatiora epiphylloides (Campos-Porto & Werd.) F Buxbaum in Kakt. and. Sukk. 8: 116 (1957)
- Hatiora epiphylloides subsp. bradei (Campos-Porto & Castellanos) Barthlott and N P Taylor in Bradleya 13 (1995)
- Hatiora gaertneri (Regel) Barthlott in Bradleya 5; 100 (1987)
- Hatiora rosea (Lagerheim) Barthlott in Bradleya 5 (1987)

Mesterséges fajhibridek:
- Hatiora × graeseri (Werderm.) Barthlott ex D.R. Hunt (1992)